# Cala Mitjana

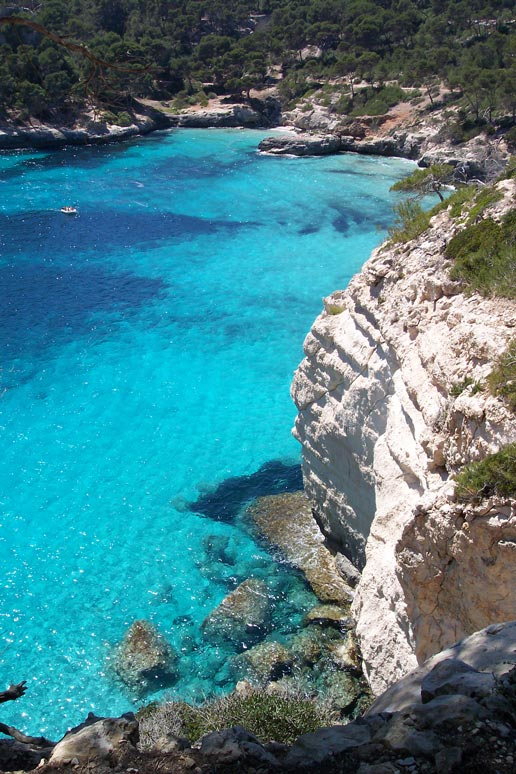
Cala Mitjana.

Cala Mitjana es una pequeña bahía natural que se encuentra en el suroeste de la isla de Menorca (España), en el municipio de Ferrerías.

## Descripción
Es una cala de arena roja y de color oscuro cuyas rocas son negras

## Acceso
Se accede en coche por la carretera PM-714. Dispone de aparcamiento